# Фібі Бріджерс
Фібі Люсіль Бріджерс (нар. 17 серпня 1994) — американська співачка-композиторка жанру інді-рок, гітаристка та продюсерка з Лос-Анджелеса, штат Каліфорнія. Вона дебютувала сольно зі студійним альбомом Stranger in the Alps (2017), а потім — Punisher (2020), що приніс співачці визнання критиків. У 2021 році отримала премію Греммі як Кращий новий виконавець. Бріджерс також відома своєю участю у музичних колективах boygenius (разом з Жюльєн Бейкер та Люсі Дакус) та Better Oblivion Community Center (з Конором Оберстом).

## Біографія
Фібі Люсіль Бріджерс народилася 17 серпня 1994 р. у Пасадені, штат Каліфорнія, де і виросла. Бріджерс закінчила школу Секвоя у Пасадені та Художню середню школу округу Лос-Анджелес. Частину свого дитинства вона провела у місті Укія, штат Каліфорнія.

### Кар'єра
Бріджерс отримала популярність у кінці 2010-х років завдяки специфічному написанню пісень, яке швидко принесло їй значний рівень популярності серед шанувальників інді-року. Бріджерс зростала, пишучи пісні і граючи на гітарі. Уродженка Лос-Анджелеса, вона вчилася у Школі мистецтв округу Лос-Анджелес, де вивчала вокальний джаз. У 2017 році вона випустила свій дебютний альбом «Stranger in the Alps» на інді-лейблі Dead Oceans, що базується в Індіані. Платівка отримала широке визнання критиків і колег; гітарист Джон Меєр проголосив це «прибуттям гіганта».
Бріджес працювала спільно з такими відомими музикантами, як The National, Фіона Еппл, The 1975 і Джексон Браун. Вона сформувала жіночу супергрупу boygenius разом з музикантами Жюльєн Бейкер і Люсі Дакус, яка випустила міні-альбом у 2018 році. Вона також почала співпрацювати з Конором Оберстом (Bright Eyes), сформувавши групу Better Oblivion Community Center, яка випустила дебютний альбом у 2019 році. Райан Ліас з Stereogum написав, що зростаючий обсяг робіт Бріджерс, особливо перед випуском другого альбому — вже був «різноманітним і складним».

### Особисте життя
Бріджерс бісексуалка. Зустрічалася з Райаном Адамсом на початку 2014 року; її пісня «Motion Sickness» присвячена їхнім стосункам. Разом з кількома іншими жінками Бріджерс звинуватила Адамса в емоційному насильстві у випуску The New York Times 2019 року. Бріджерс також була у відносинах з гастролюючим барабанщиком і музичним співавтором Маршаллом Вором до 2017 року. Бріджерс і Вор були співавторами синглу «ICU» про їхні стосунки. Її пісні «Scott Street» і «Smoke Signals» (серед інших) також пов'язані з ним. Вони залишаються близькими друзями і співробітниками.
Вона розповідала про свою боротьбу з великим депресивним розладом і тривогою, з приводу чого звернулася до спеціаліста.

## Дискографія

### Студійні альбоми
- Stranger in the Alps (2017)
- Punisher (2020)

### EP
- Killer (2014)
- 2016 Tour CD (2016)
- Spotify Singles (2018)
- Inner Demos (2020)
- Copycat Killer (feat. Rob Moose) (2020)
- If We Make It Through December (2020)
- Spotify Singles (2021)

## Громадська діяльність
Бріджерс, Фіона Еппл і Метт Бернінгер (The National) випустили кавер на пісню Саймона і Гарфанкела 1966 року «7 O'Clock News / Silent Night», оновлену, щоб відобразити події 2019 року, у тому числі вбивство Ботам Джин, опіоїдну епідемію у Сполучених Штатах і показання свідка Міка Малвані на першому процесі у справі про імпічмент президента Дональда Трампа. Бріджерс випустила цю пісню із заявою: «Зі святом всіх, чию сім'ю буквально або образно розлучив Дональд Трамп. І моїм расистським, ксенофобним, жінконенависник, лицемірним членам сім'ї, пішли ви». У 2020 році вона висловила підтримку і заохочення пожертвувань благодійним організаціям расової справедливості через свій вебсайт і закликала до бойкоту поліції під час випуску альбому Punisher на тлі протестів Джорджа Флойда і випустила кавер-версію пісні Goo Goo Dolls «Iris», створену нею і Меггі Роджерс, спеціально для збору грошей для Fair Fight Action Стейсі Абрамс, пообіцявши випустити кавер, якщо Трамп програє президентські вибори 2020 року.
У жовтні 2020 року Бріджерс виступила в межах віртуального фестивалю «Village of Love», усі кошти з якого пішли на користь програми Planned Parenthood в Лос-Анджелесі і Нью-Йорку.